# Stadio Sant'Elia
Lo stadio Sant'Elia è stato un impianto sportivo polivalente, attualmente in totale disuso, di Cagliari, Italia. 
Situato nel quartiere di Nuovo Borgo Sant'Elia, è stato sede degli incontri interni del Cagliari Calcio dalla stagione 1970-1971 fino al 2012, e nuovamente tra il 2013 e il 2017.
Inaugurato nel 1970 era, fino al momento della sua dismissione, la maggior arena scoperta cittadina e regionale in termini di capienza: dal punto di vista operativo è uno stadio polivalente, provvisto di pista d'atletica leggera. 
La sua destinazione d'uso principale era tuttavia quella calcistica, assolvendo la funzione di campo interno del Cagliari, maggior club regionale.
Ristrutturato in vista dei campionati mondiali di calcio 1990 (di cui accolse alcune partite), tra la fine del XX secolo e l'inizio del XXI è andato incontro a un rapido decadimento, che ha obbligato dapprima a limitarne pesantemente la capienza e poi (dal 2002) a chiudere in pianta stabile vaste porzioni degli spalti, sostituiti da gradinate prefabbricate erette entro il vecchio catino, al di sopra della pista di atletica (che venne sacrificata allo scopo).
L'aggravarsi dello stato di obsolescenza dello stadio, giunto al punto da indurne finanche momentanee dichiarazioni di totale inagibilità, ne ha infine determinato la totale dismissione; il Cagliari nel 2017 ne ha avviato i lavori di demolizione e ricostruzione.

## Storia

### Le origini

Veduta aerea dello stadio Sant'Elia negli anni settanta. Si nota l'assenza di parcheggi preparati e il vicino palasport CONI, ancora in costruzione.

Il primo progetto di costruzione di un nuovo stadio nel quartiere cagliaritano di Sant'Elia venne presentato nel 1964 dall'architetto Antonio Sulprizio: dal punto di vista strutturale esso prevedeva l'erezione di un solo anello di forma ellittica, parzialmente sormontato da ulteriori gradinate, per una capienza massima stimata di 35 000 spettatori; un anno dopo i lavori di costruzione vennero avviati.
La storica affermazione del Cagliari nel campionato di Serie A 1969-1970 indusse tuttavia a modificare il progetto originario, onde aumentare la capienza della costruenda arena: se ne occupò l'ingegnere Giorgio Lombardi, che aggiunse un secondo anello di spalti sovrapposto a quello di base, innestando la struttura esternamente su 64 telai triangolari (anche detti "cosciali") in cemento armato. La capienza venne così elevata a 59 972 unità, ampliabile a un massimo di 70 000 ingressi adottando anche posti in piedi, all'epoca ancora consentiti. Le spese di costruzione (pari 1,95 miliardi di L.) vennero coperte dal Comune di Cagliari, che beneficiò peraltro di un credito sportivo di circa 550 milioni di L. erogato in due tranche dal CONI.
Lo stadio venne così completato nell'estate del 1970, consentendo al Cagliari di abbandonare il vecchio e meno capiente stadio Amsicora.
Al nuovo stadio non fece tuttavia seguito, inizialmente, la costruzione di adeguate infrastrutture di supporto: le vie d'accesso circostanti erano infatti ristrette e incapaci di reggere il volume di pubblico che poteva riversarsi nello stadio, mentre il parcheggio contiguo ad esso disponeva di soli 200 stalli autovetture. Inoltre, sin da subito ci si rese conto che lo stadio, lì piazzato, non fu un'occasione di valorizzazione del neonato quartiere popolare di Nuovo Borgo Sant'Elia ma al contrario ne costituiva una barriera tra esso e la città.
L'esordio ufficiale dei rossoblù al Sant'Elia avvenne il 12 settembre, nel primo turno della Coppa Italia, ove il Cagliari sconfisse la Massese per 4-1 di fronte a poco più di 30 000 spettatori.
Quattro giorni più tardi, il 16 settembre, lo stadio vide il Cagliari sconfiggere per 3-0 i francesi del Saint-Étienne davanti a 63 000 spettatori, in un incontro valido per i sedicesimi di finale di Coppa dei Campioni 1970-1971.
L'inaugurazione ufficiale si celebrò in occasione della prima giornata del campionato di Serie A 1970-1971, ove il Cagliari prevalse sulla Sampdoria per 2-1.

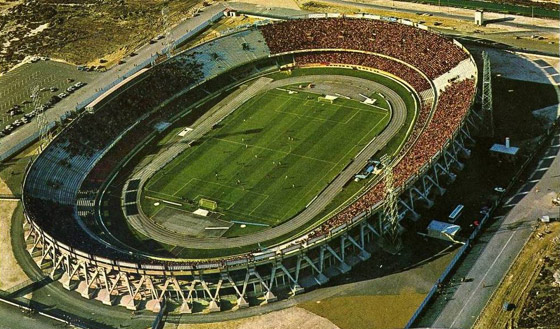
Vista aerea dello stadio negli anni ottanta

A neppure due mesi dall'inaugurazione il Sant'Elia fu colpito da un incidente. Nel sottosuolo dell'impianto correva infatti un oleodotto che serviva il vicino deposito carburanti di Monte Urpinu dell'Aeronautica Militare: nel novembre 1970 una rottura della tubatura causò una perdita di combustibile, che intrise il terreno e affiorò in superficie. In quel frangente un operaio addetto alla manutenzione del campo, non accortosi della pericolosa situazione, gettò a terra un mozzicone di sigaretta acceso, causando lo sprigionarsi di un incendio. A seguito dell'incidente lo stadio venne dichiarato inagibile fino all'avvenuta riparazione della tubatura.

### Mondiale 1990

Veduta aerea dello stadio negli anni novanta

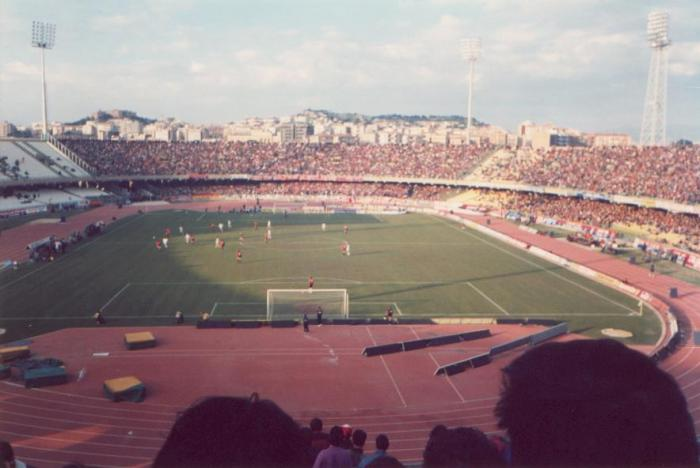
Veduta interna dello stadio

Lo stadio fu scelto tra le sedi ospitanti del Campionato mondiale di calcio 1990 assegnato all'Italia: nel dicembre 1987 fu dunque avviato un intervento di ammodernamento e ristrutturazione dell'arena, costato complessivi 24 miliardi di L. (circa il 41% in più dei preventivati 17). Si provvide ad adeguare la struttura alle normative di sicurezza vigenti, a ridurre i posti massimi a 40 919 (tutti a sedere e numerati), a potenziare l'illuminazione con l'aggiunta di 4 torri faro alle 4 preesistenti, a realizzare una copertura in legno sopra la tribuna centrale e una tensostruttura esterna adibita a centro stampa (il cosiddetto "pallone", destinato a essere scarsamente utilizzata a mondiale concluso, a parte qualche partita di calcio a 5 delle squadre locali nell'impianto polivalente creato al suo interno) e a potenziare i parcheggi. Fu invece scartato il progetto di costruzione di una copertura totale degli spalti proposto da Luca Cordero di Montezemolo, presidente del comitato organizzatore dei mondiali: i fondi che sarebbero serviti allo scopo vennero dirottati alla costruzione dell'Asse Mediano di Scorrimento, tangenziale della città.
L'impianto rinnovato venne riaperto il 21 dicembre 1989 con la disputa di un'amichevole tra Italia e Argentina.
In quegli anni il Sant'Elia fu utilizzato anche per manifestazioni sportive non calcistiche, quali i campionati italiani assoluti ed il meeting Terra Sarda di atletica leggera.

### Rinnovamento degli anni 2000

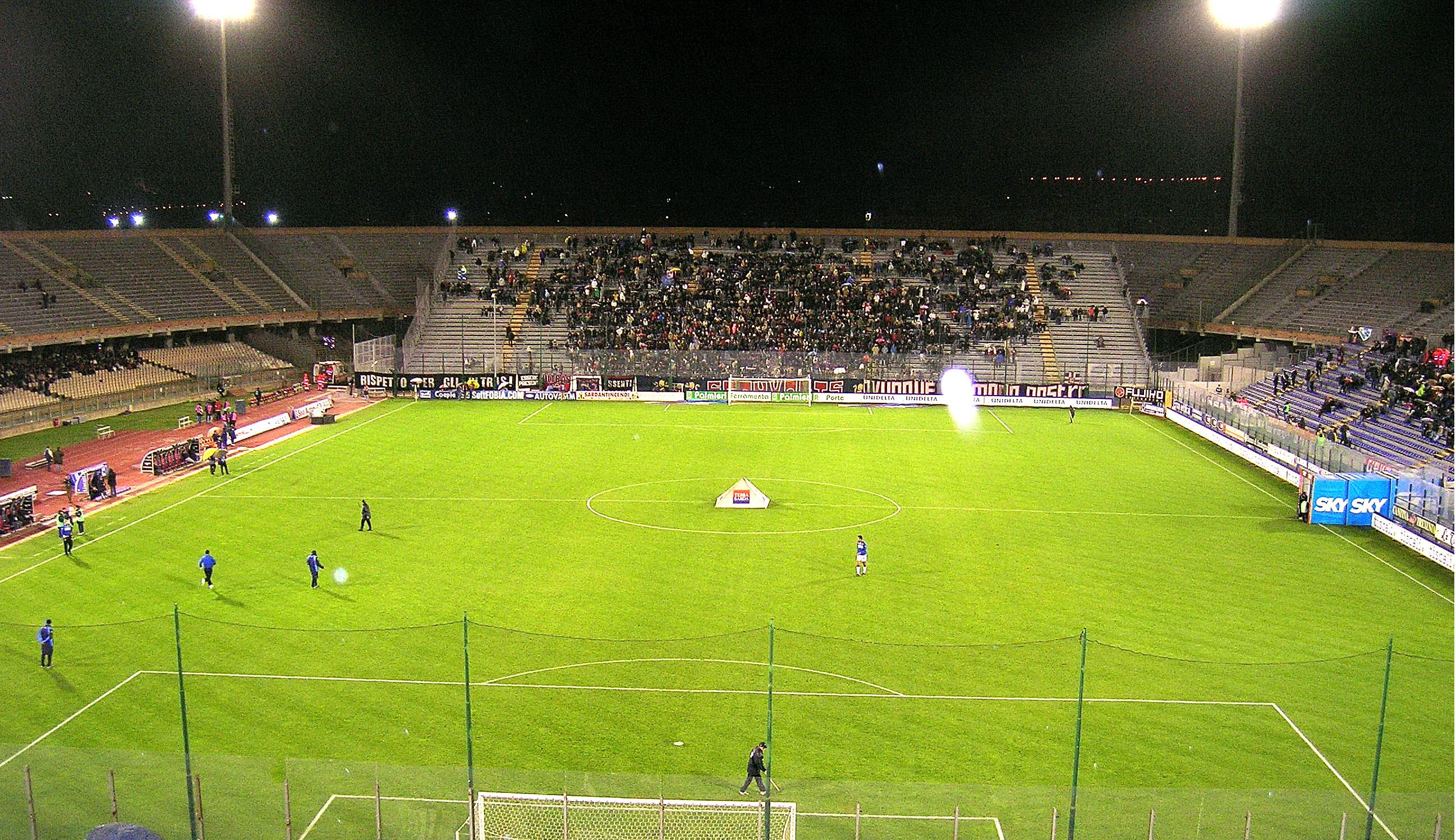
Vista interna dello stadio dopo il rifacimento del 2002: in fondo e a destra sono ben visibili le tribune metalliche aggiunte sopra la pista di atletica.

L'assenza di adeguati lavori di ammodernamento e manutenzione fece sì che tra gli anni 1990 e gli anni 2000 lo stadio sprofondasse in uno stato di crescente obsolescenza: seri problemi di stabilità vennero riscontrati nei settori delle curve e dei distinti, giudicati a rischio crollo. In virtù di ciò, poco prima dell'avvio del campionato di Serie B 2002-2003, le autorità minacciarono di dichiarare il Sant'Elia totalmente inagibile. Il Cagliari stanziò quindi 3 milioni di euro per l'acquisto e l'installazione di tribune prefabbricate metalliche Dalmine all'interno del catino dell'arena, andando a coprire la pista di atletica leggera (che venne dismessa): dei vecchi spalti rimase agibile la sola tribuna centrale. La capienza dello stadio ne uscì quasi dimezzata (23 486 posti) rispetto a quella fissata nel 1990.
Questo rinnovamento venne fin da subito criticato per la sua natura avventizia e per il permanere delle condizioni di scarsa sicurezza del pubblico e dei giocatori. A tal proposito fu eclatante quanto avvenuto il 18 novembre 2002 durante la partita Cagliari-Messina: un tifoso cagliaritano riuscì infatti a scavalcare le recinzioni che separavano gli spalti dal campo, eludendo il controllo delle forze di sicurezza, si avvicinò al portiere siciliano Emanuele Manitta e lo colpì con un pugno. Onde evitare il ripetersi di simili intemperanze, a stretto giro si provvide a rimuovere le ringhiere in ferro, sostituite con dei pannelli in plexiglas.

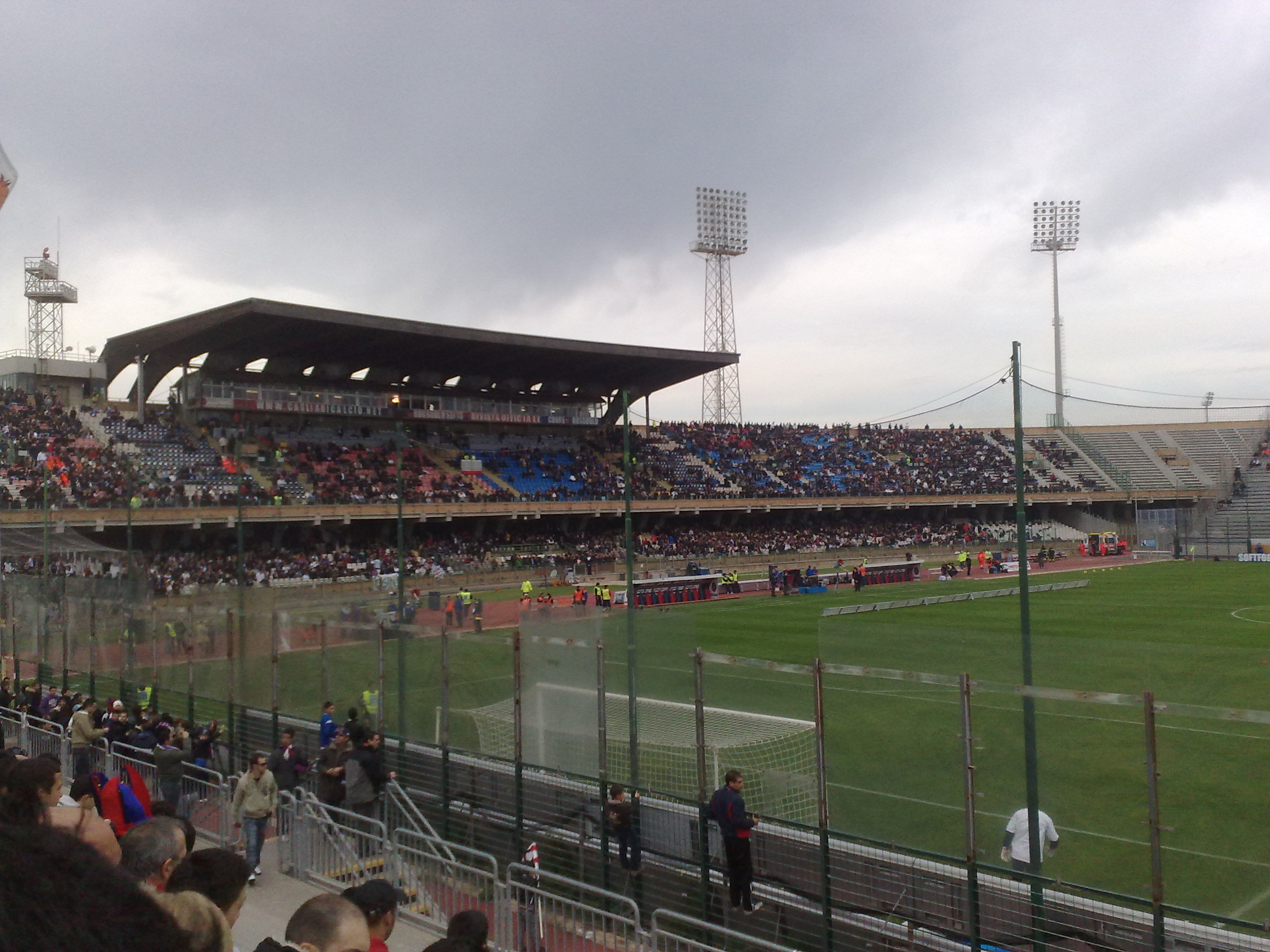
Tribuna Centrale "Banco di Sardegna"

Ulteriori migliorie vennero poi implementate per consentire una maggiore e confortevole visione agli spettatori in tribuna: fu creato un fossato tra spalti e campo e le panchine furono ricostruite con struttura seminterrata.
L'adozione della legge n. 210 del 17 ottobre 2005 (c.d. legge Pisanu) portò poi a un'ulteriore lieve decurtazione della capienza, portata a 20 270 posti.
Lo stadio è stato teatro di un particolare episodio il 12 ottobre 2010, durante una partita di Serie A tra il Cagliari e l'Inter. In tale occasione i tifosi di casa intonarono cori di stampo razzista all'indirizzo di Samuel Eto'o, attaccante camerunese della squadra nerazzurra; l'arbitro Paolo Tagliavento sospese il gioco e richiese di trasmettere, tramite l'impianto sonoro dello stadio, un annuncio che avvertiva che se i cori fossero continuati la partita sarebbe stata interrotta, mettendo a tacere i tifosi del Cagliari, che fu poi condannato a pagare una sanzione di 25.000 euro. Si è trattato del primo caso in Italia in cui si è minacciata la sospensione di una partita per atteggiamenti razzisti (Eto'o era stato preso di mira in tale modo dai supporters cagliaritani anche l'anno precedente, ma in tale occasione l'arbitro Daniele Orsato non aveva preso provvedimenti).

### Problematiche crescenti
Nel 2012 la commissione provinciale di vigilanza sui pubblici spettacoli dichiarò lo stadio parzialmente inagibile per indifferibili esigenze di tutela della pubblica incolumità, con particolare riferimento all'uso permanente delle tribune posticce metalliche installate entro le vecchie gradinate. Vennero pertanto chiusi i settori Distinti e la Curva Sud, facendo calare la capienza a circa 14 000 posti, inferiore al livello minimo di 20 000 unità all'epoca richiesto dalla Lega Serie A per una partita ufficiale; una deroga al regolamento consentì tuttavia al Cagliari di non traslocare.
Sebbene tale passaggio non fosse dunque necessario, a partire dal 7 aprile 2012 il presidente Massimo Cellino decise di trasferire le restanti gare interne del Cagliari allo stadio Nereo Rocco di Trieste; a stretto giro, il 16 maggio 2012, la società ufficializzò l'abbandono dello stadio Sant'Elia.
In vista della stagione 2012-2013 il Cagliari scelse come nuovo campo interno lo stadio Is Arenas, nel vicino comune di Quartu Sant'Elena.
Il presidente Massimo Cellino firmò dunque un accordo triennale con il municipio quartese e provvide ad adeguare lo stadio ai canoni della Serie A: l'Is Arenas era infatti un piccolo impianto, provvisto di pista di atletica leggera e di due tribunette laterali dalla scarsa capienza. Dal Sant'Elia vennero dunque prelevate le tribune Dalmine montate nel 2003, che vennero riassemblate a Quartu, mentre per la tribuna centrale (unica coperta) venne ripresa parte del progetto mai realizzato denominato Karalis Arenas, che prevedeva di costruire il nuovo stadio del Cagliari a Elmas. In questo modo l'Is Arenas fu portato a una capienza di 16 500 spettatori, pari al minimo previsto dai criteri infrastrutturali della Serie A.
Ben presto la scelta di spostarsi a Quartu, che pure era stata prefigurata come potenzialmente permanente, si rivelò infelice: a più riprese la commissione provinciale di controllo sui pubblici spettacoli negò all'Is Arenas la completa agibilità, sicché la squadra poté disputarvi un numero limitato di partite, sempre con ridotti contingenti di pubblico. Nei lavori di adeguamento la Procura di Cagliari riscontrò inoltre profili d'irregolarità, disponendo dapprima l'apertura di un'indagine e successivamente, il 14 febbraio 2013, il fermo di Massimo Cellino, dell'allora sindaco di Quartu Sant'Elena e del relativo assessore allo sport, tutti accusati di tentato peculato e falso ideologico sui lavori allo stadio.

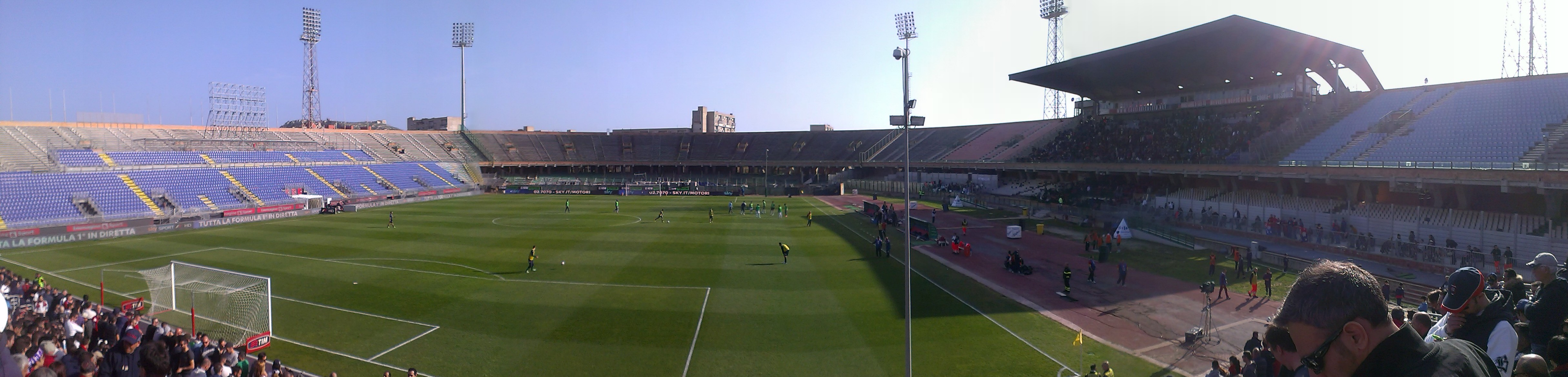
Stadio Sant'Elia nel 2014. Si noti la Curva Sud senza le tribune "Dalmine".

### Nuova convenzione e ritorno al Sant'Elia
Il presidente Cellino venne scarcerato il successivo 14 maggio; il 25 giugno 2013, previo incontro con le autorità della Regione Sardegna e della Lega Calcio, egli stesso annunciò la decisione di abbandonare definitivamente lo stadio Is Arenas, che il 25 febbraio precedente era stato nuovamente dichiarato inagibile. Il 29 giugno seguente il presidente della Regione Sardegna Ugo Cappellacci dichiarò che, di comune accordo con la società, il Cagliari sarebbe tornato a giocare al Sant'Elia: a tal scopo, il 23 agosto il Comune di Cagliari firmò con la società una nuova convenzione della durata di un anno con opzione per il secondo, la quale per la prima volta prefigurava apertamente la possibilità di attuare una ricostruzione dell'arena di via Vespucci.
In attesa che tale intento si traducesse in progetto, nei mesi estivi e autunnali del 2013 il vecchio stadio fu oggetto di un nuovo intervento "tampone", onde contenerne le criticità e renderlo nuovamente idoneo a ospitare le gare del massimo campionato italiano di calcio: furono eliminate tutte le barriere tra campo e tribune, il vecchio tabellone luminoso venne smantellato e sostituito con uno nuovo e furono rimpiazzati i seggiolini della tribuna centrale (entro la quale furono altresì ricavati un nuovo settore ospiti e un settore per disabili).
Il 19 ottobre seguente il Cagliari riprese dunque a giocare al Sant'Elia: il mancato completamento totale dei lavori fece però sì che la capienza fosse inizialmente contingentata a soli 5 000 posti, previo rilascio di una deroga. Il 24 agosto 2014 tale limite venne portato a 12 000 persone e infine, dal 21 dicembre 2014, previa riapertura della Curva Sud, a 16 074 unità: in tale frangente si rivelò decisivo il contributo finanziario erogato da Sky Italia, che ottenne in cambio i diritti di denominazione sugli spalti meridionali, che vennero riappellati Curva Sud Sky.

### Demolizione e ricostruzione

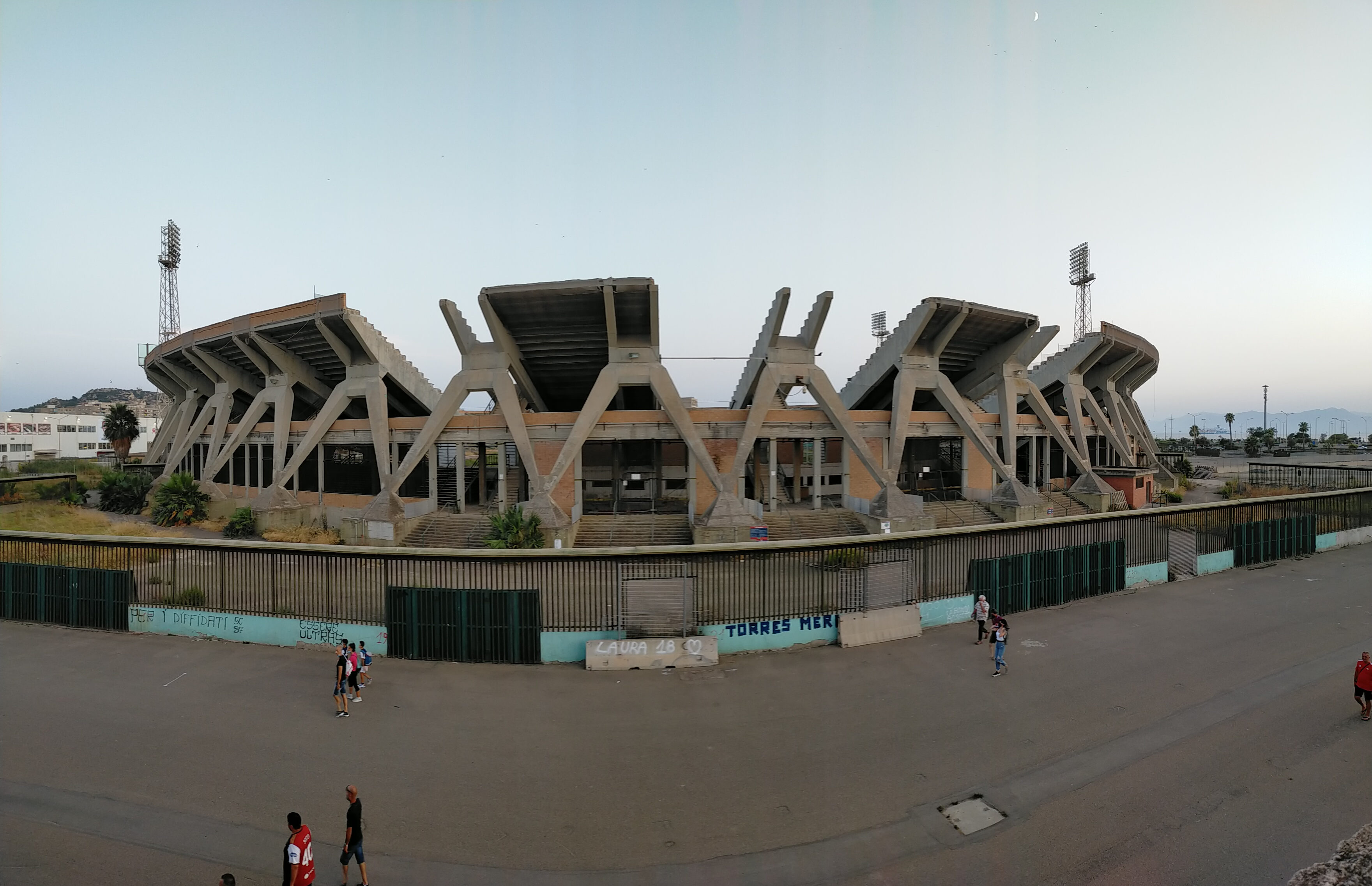
Esterno dello stadio nell'estate del 2021, ormai chiuso. Si nota l'assenza di diversi gradoni prefabbricati dell'anello superiore rimossi per ragioni di sicurezza nel 2015 dove sussistevano gli accessi alle tribune interne.

La necessità di garantire l'incolumità del pubblico accelerò la transizione verso l'abbattimento dello stadio, che de facto partì il 10 marzo 2015 con i primi lavori di demolizione parziale delle tribune in cemento armato della vecchia struttura: nello specifico furono rimossi diversi "spicchi" dei settori Distinti e Curve posti sopra gli accessi alle tribune metalliche temporanee, onde evitare la caduta di detriti sugli spettatori in afflusso e deflusso.
Il 18 dicembre 2015 venne presentato ufficialmente il progetto per il nuovo stadio di proprietà destinato a sorgere sul sito del vecchio Sant'Elia: un'arena moderna "all'inglese" da 25 000 posti, ospitante al suo interno negozi e ristoranti; esso venne approvato definitivamente il 21 febbraio 2017 dal comune di Cagliari e il 2 marzo 2017 dalla regione.
Il 1º giugno 2017 la gara amichevole intitolata The Last Match, con partecipazione di personalità calcistiche d'alto profilo, sancì la definitiva dismissione del Sant'Elia, in attesa dell'effettiva e totale demolizione.
A partire dalla stagione 2017-2018 il Cagliari gioca le sue partite nell'impianto provvisorio Unipol Domus, costruito nell'estate 2017 nel parcheggio adiacente al settore distinti del Sant'Elia e destinato a essere smontato non appena il summenzionato stadio di proprietà sarà stato completato e omologato.

## Dati strutturali

### Ubicazione
Lo stadio sorge a 3 km dal centro della città di Cagliari, sulla lingua di terra racchiusa tra le saline di Quartu e le acque del canale di Sardegna, a poca distanza da località quali lo stagno di Molentargius, il lungomare di Sant'Elia, le spiagge di Calamosca e del Poetto e la Sella del Diavolo. Dista dal lungomare omonimo poco più di 300 m.

### Architettura
La struttura dello stadio occupa una superficie di 14741,2 m² e un'area complessiva di circa 74500 m². Dal punto di vista strutturale, data la vocazione polisportiva dell'impianto, la sua pianta ha forma ellittica con altezza massima di 22 m, con due anelli di spalti sovrapposti, retti esternamente da un sistema di cavalletti triangolari, il tutto costruito in cemento armato. Il campo, in erba naturale, misura 105 × 66,5 m ed è racchiuso esternamente dalla pista d'atletica leggera, a 8 corsie.
Proprio la presenza della pista e di un fossato che separava fisicamente le gradinate dal terreno di gioco, unitamente alla tendenza di quest'ultimo (data la natura cedevole del terreno) a sprofondare, faceva sì che la visibilità delle azioni di gioco per il pubblico fosse sovente non ottimale, una distanza compresa tra i 32 e i 18 m separava infatti gli spettatori dal campo.

### Capienza
La capienza massima ammissibile (computando anche spettatori in piedi, laddove ammessi) fu di circa 70.000 persone, poi ridotte a 40.919 allorché fu obbligatorio che tutti i posti fossero a sedere e numerati.
Inizialmente l'unico settore dotato di sedute indipendenti (poltroncine o seggiolini) fu la tribuna principale, sopra la quale nei tardi anni 1980 venne posta in opera una tettoia prefabbricata.
L'intervento di ristrutturazione praticato nei primi anni 2000, con l'installazione di tribune prefabbricate all'interno del vecchio catino, in sostituzione di curve e i distinti (che se da un lato andò a rendere inagibile la pista d'atletica, dall'altro migliorò la visibilità del campo per gran parte del pubblico nonché il comfort nel settore Distinti, fino a quel momento provvisto di seggiolini), la capienza venne portata a 20.270 posti, così ripartiti:
- Tribuna principale (unica porzione del vecchio catino rimasta agibile), capace di 11 216 spettatori, a loro volta sottodivisi in:
  - Tribuna autorità: 426 spettatori
  - Tribuna ospiti: 1 240 spettatori
  - Tribuna centrale: 2 052 spettatori
  - Tribuna laterale nord: 2 319 spettatori
  - Tribuna laterale sud: 2 213 spettatori
  - Poltroncine nord: 2 085 spettatori
  - Poltroncine sud: 881 spettatori
- Distinti: 3 670 spettatori
- Curva sud: 2 125 spettatori
- Curva nord (sede dei gruppi della tifoseria organizzata cagliaritana): 2 125 spettatori.

### Impianti

#### Tecnologia
Particolarmente imponente è stato l'impianto di illuminazione: agli originari quattro cluster di lampade alloggiati su altrettanti piloni eretti in corrispondenza degli angoli del perimetro strutturale, nel 1990 furono aggiunti quattro gruppi luminosi sopra strutture a traliccio impiantate alle spalle di Tribuna e Distinti, rimossi dopo la dismissione.
A partire dal 1990 lo stadio fu inoltre dotato di maxischermo: al primo impianto, alloggiato sopra la curva sud, si sostituì poi un secondo ausilio (tecnologicamente più avanzato), eretto sopra i nuovi Distinti metallici.

#### Parcheggi
Il Sant'Elia è stato dotato di quattro parcheggi, per una capienza totale di circa 3 350 posti auto e una superficie di 85500 m², così ripartita:
- ovest: due parcheggi da 9000 m² e 30000 m², quest'ultimo chiamato parcheggio Cuore per via della sua particolare conformazione;[36]
- est: 43000 m², dal 2017 non più agibile in quanto vi trova sede l'Unipol Domus;[37]
- sud: 3500 m².

## Eventi sportivi

### Calcio

#### Campionato mondiale di calcio 1990

Tifosi inglesi prima di una partita di Italia 90

| Arbitro: | Aron Schmidhuber |

|            |           |            |
| Lineker 8’ | Marcatori | 73’ Sheedy |

| Cagliari 16 giugno 1990, ore 21:00 CEST | Inghilterra    | 0 – 0 referto | Paesi Bassi | Stadio Sant'Elia (35 267 spett.)\| Arbitro: \| Zoran Petrović \| |
| Arbitro:                                | Zoran Petrović |               |             |                                                                  |

| Arbitro: | Kurt Röthlisberger |

|              |           |  |
| M.Wright 64’ | Marcatori |  |

#### Incontri della nazionale italiana
Lo stadio Sant'Elia è stato sede di quattro incontri della nazionale di calcio dell'Italia: la gara di qualificazione al campionato del mondo 1994 del 14 ottobre 1992 contro la Svizzera e terminata con il punteggio di 2-2, e tre amichevoli giocate contro la Spagna (1-2 per gli ospiti, giocata il 20 febbraio 1971), l'Argentina (0-0, disputata il 21 dicembre 1989) e la Russia (2-0 per gli Azzurri, svolta il 9 febbraio 2005).

### Circuito di Cagliari
All'interno del suo parcheggio e lungo le vie adiacenti venne allestito un circuito automobilistico che ospitò due edizioni del Gran Premio di Cagliari del campionato Euroseries 3000 negli anni 2002 e 2003.
In quell'occasione ci fu anche l'esibizione di Jarno Trulli e Fernando Alonso, al volante di una Renault di Formula 1 e di Jean Alesi con una Mercedes CLK, impiegata nel DTM.

## Eventi musicali
A differenza di altri stadi in Italia, in 47 anni di storia solo pochissime volte si sono svolti concerti musicali all'interno dello stadio. I più famosi sono i seguenti:
- Banco del Mutuo Soccorso
- Rockets (1979)
- Rockets (1980)
- Edoardo Bennato (1981)
- Joe Cocker (1986)
- Claudio Baglioni (1987)
- Vasco Rossi (1991)